# Drowned World Tour 2001
Drowned World Tour 2001 è un video concerto della cantante statunitense Madonna registrato al The Palace of Auburn Hills di Auburn Hills durante il Drowned World Tour il 26 agosto 2001 e pubblicato il 13 novembre di quell'anno.

## Tracce
1. Drowned World/Substitute for Love
2. Impressive Instant
3. Candy Perfume Girl
4. Beautiful Stranger
5. Ray of Light
6. Paradise (Not for Me)
7. Video/Dancers Interlude
8. Frozen
9. Open Your Heart
10. Instrumental Chords Interlude
11. Nobody's Perfect
12. Medley: Mer Girl/Sky Fits Heaven/Mer Girl (Reprise)
13. What It Feels Like for a Girl (Remix)
14. Video/Dancers Interlude
15. I Deserve It
16. Don't Tell Me
17. Human Nature
18. The Funny Song
19. Secret
20. Gone
21. Don't Cry for Me Argentina (Instrumental)
22. Dancers Interlude
23. Lo Que Siente La Mujer
24. La isla bonita
25. Holiday
26. Music